# Heroes of Might and Magic IV: Winds of War
Heroes of Might and Magic IV: Winds of War este cea de-a doua continuare oficială (și ultima) a jocului video de strategie pe ture Heroes IV. A apărut în 2003 doar în varianta pentru Microsoft Windows. 
În Winds of War apar trei creaturi noi și alte șase campanii care ne spun povestea invaziei regatului din Channon de către conducătorii a cinci regate învecinate. Winds of War este ultimul titlu al seriei Heroes of Might and Magic care a fost produs de New World Computing. După acesta, falimentul companiei 3DO a dus la vânzarea franchizei către Ubisoft.

## Povestea
Cinci eroi, barbarul Mango, regele Spazz Maticus, vrăjitorul Mysterio Magnificul, elful Erutan Revol și baronul Von Tarkin încearcă să cucerească regatul Channon, fiecare pentru un motiv diferit. Spazz Maticus pentru a își extinde teritoriile, Mango pentru a fi regele acelui regat, Mysterio pentru a descoperi secretul nemuririi, Revol pentru a opri tăierea pădurilor iar Von Tarkin pentru a transforma toată populația regatului in armata lui uriașă de "nemorți". În fiecare dintre primele 5 campanii, jucătorul controlează armata fiecărui erou în încercarea de a își atinge scopul. În a șasea campanie, doar capitala regatului mai rezistă, dar fiecare erou își dă seama că alți 4 eroi încearcă și ei cucerirea capitalei. În ultima campanie, accesibilă jucătorului după completarea celorlalte campanii, jucătorul alege unul dintre cei 5 eroi, campania consistând într-o singură hartă, iar acel erou trebuie să îi distrugă pe ceilalți, asigurând victoria împotriva regatului Channon.

## Caracteristici
Winds of War adaugă 6 campanii noi (16 hărți noi de campanie), 43 de hărți noi (din care 20 au fost create de fani la un concurs din 2002, iar alte 4 au fost create pentru multiplayer), cinci noi eroi (cei din campanii), 3 creaturi noi (Frenzied Gnasher, Catapult (engleză: Catapultă) și Megadragon), 6 structuri noi pe hartă, 4 pentru a recruta cele patru creaturi introduse în Heroes of Might and Magic IV: The Gathering Storm și 2 pentru a recruta Frenzied Gnasher și Catapult). Nu există loc pentru a recruta un Megadragon, deoarece este mult prea puternic. Editorul de hărți a fost îmbunătățit, iar Winds of War aduce o nouă coloană sonoră pentru meniul principal, la fel ca și o nouă poză pe fundal in acest meniu.